# Makara

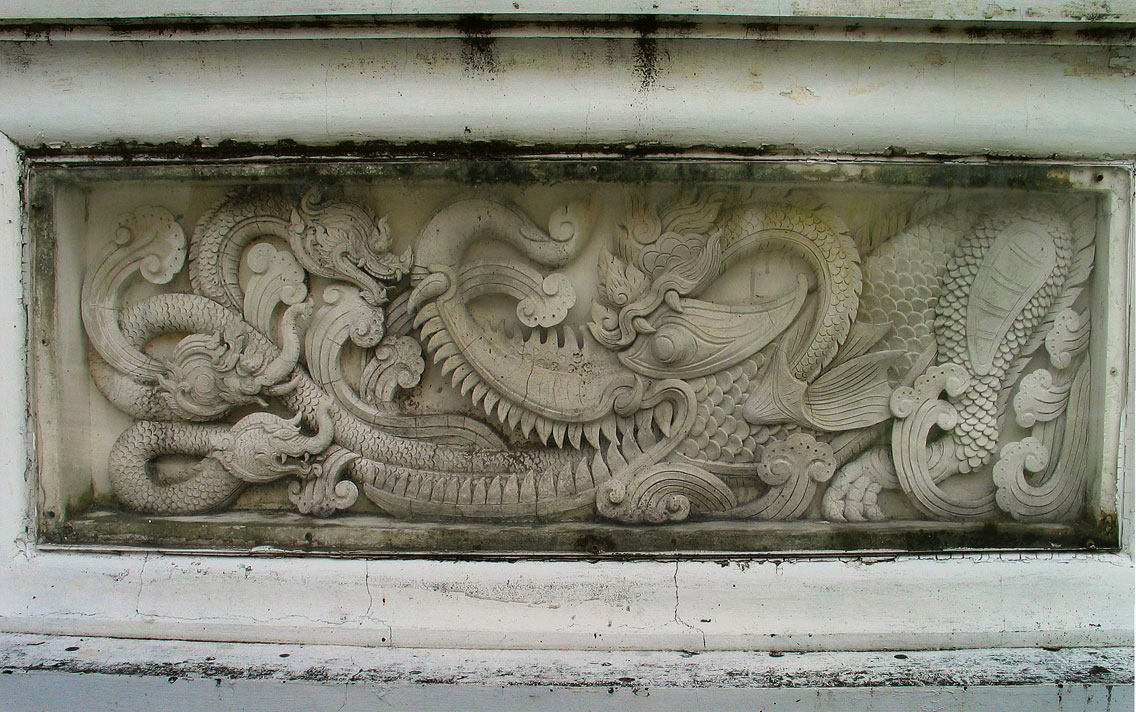
Makara

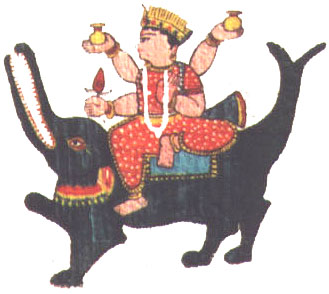
bogini Ganga

Makara – w mitologii indyjskiej stwór wodny przedstawiany z paszczą krokodyla i ogonem ryby lub jako półsłoń-półryba. Może mieć cztery bądź dwie łapy. W ikonografii hinduskiej często występuje jako wahana (symboliczny wierzchowiec) bóstw związanych z wodą, np. Gangi, bogini rzeki Ganges lub boga wód Waruny. Motyw makary jest często wykorzystywany jako element zdobniczy.
W kalendarzu hinduskim makara jest odpowiednikiem znaku Koziorożca, stąd nazwa święta makar sankranti.